# 서나시 코키나키스

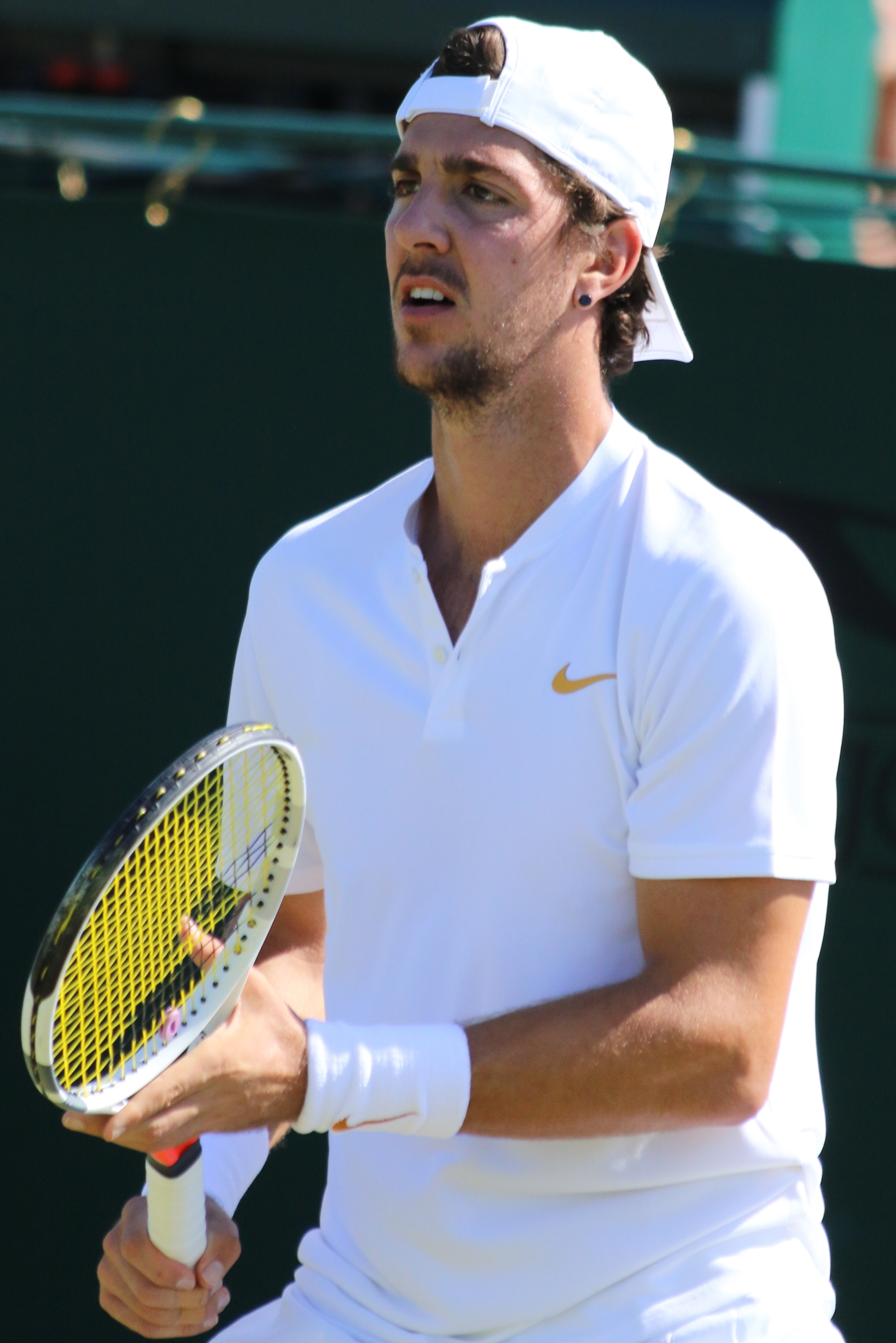

서나시 코키나키스(영어: Thanasi Kokkinakis, 히브리어: Θανάσης Κοκκινάκης 타나시스 코키나키스, 1996년 4월 10일 ~ )는 오스트레일리아의 테니스 선수이다. 애들레이드 출신. 부모는 그리스인이며, 그리스와 오스트레일리아 이중국적을 소지하고 있다. 2018년 마이애미 오픈에서 로저 페더러를 꺾는 데 성공했다.